# Henrietta Lacks
Henrietta Lacks, temnopolta Američanka, delavka na kmetiji, rojena 1. avgusta 1920 v zvezni državi Virginija, umrla 4. oktobra 1951, v bolnišnici Johns Hopkins v ZDA za nenavadno agresivno obliko raka materničnega vratu. Znana je po celicah HeLa.

## Življenje in delo
Henrietta Lacks se je rodila 1. avgusta 1920 v mestu Roanoke v zvezni državi Virginiji. Ko je imela štiri leta, je njena mama Eliza Lacks Pleasant umrla pri porodu svojega desetega otroka. Henrietta je od tedaj naprej do poroke živela pri svojem dedu, Tommyju Lacksu. Henrietta se je poročila s svojem bratrancem Davidom Lacksom aprila 1941. Ona je imela dvajset, on petindvajset let. Delala sta skupaj z ostalimi iz družine na tobačnih poljih. Henrietta je rodila pet otrok. Ko je enkrat med prhanjem opazila, da ima na nožnici vozel, je to povedala svojemu možu Dayu in odšla sta k zdravniku. Odšla sta v bolnišnico Johns Hopkins, najbližjo bolnišnico za temnopolte, kjer so odkrili, da ima Henrietta raka materničnega vratu. Zdravili so jo z radijem, ampak je bolezen hitro napredovala in Henrietta je 4. oktobra 1951 v bolnišnici umrla.

## Po čem je Henrietta znana
Henrietta je leta 1951 zbolela za rakom na materničnem vratu. V bolnišnici so ji na pregledu zdravniki odvzeli nekaj celic in jih poskušali vzdrževati v laboratorijskem okolju, kar dotlej ni uspelo še nikomur. Henrietta je umrla, a celice so preživele. Postale so bogastvo v farmakološki in biotehnični industriji, saj so zelo vplivale na razvoj znanosti in medicine, omogočile so razvoj številnih cepiv, genskih raziskav ... Njeni otroci in družina o vsem tem niso vedeli nič, zato jih je pošteno pretreslo, ko so spoznali, da celice njihove mame oz. sorodnice v velikanskih količinah živijo po vsem svetu.

## Celice Hela
Pred zdravljenjem je zdravnik Henrietti, brez njenega védenja, odvzel kos rakavega tkiva, da bi celice poskušali vzgojiti v laboratoriju. Zdravnik in biolog George Gey je iz celic Henriettinega materničnega vratu uspešno vzgojil prvo človeško celično linijo. Poimenoval jo je HeLa po prvih dveh črkah njenega imena in priimka. Celice so uspešno rasle, živele in se razmnoževale v njegovem laboratoriju. Leto kasneje je Geyu prvič v zgodovini uspelo poslati celice po pošti drugim znanstvenikov v celem svetu. Celice so se še naprej delile in razmnoževale, znanstveniki pa so s pomočjo njih uspeli odkriti načine zdravljenja nekaterih bolezni, razvili so cepiva, razvili so genetiko in pojasnili dedovanje lastnosti, izvajali številne poskuse (npr. celice Hela so prve človeške celice, poslane v vesolje, raziskovali so delovanje sevanja na celice, razvili načine umetne oploditve itd.).

### Dosežki v medicini s HeLa
| Letnica | Dosežek                                                                                   |
| ------- | ----------------------------------------------------------------------------------------- |
| 1951    | Celic HeLa postanejo prve vzgojene nesmrtne človeške celice.                              |
| 1952    | HeLa postanejo prve žive celice, ki jih pošljejo po pošti.                                |
| 1952    | Znanstveniki z uporabo celic HeLa razvijejo cepivo proti otroški paralizi.                |
| 1953    | HeLa postanejo prve klonirane celice.                                                     |
| 1965    | Celice HeLa prvič združijo z mišjimi in ustvarijo prve živalsko-človeške hibridne celice. |

## Knjiga o Henrietti
Pisateljica Rebecca Skloot je napisala knjigo Nesmrtno življenje Henriette Lacks. Gre za zgodbo o veličastnem znanstvenem napredku, medicinski etiki in rasizmu, hkrati pa za presunljivo pripoved o človeških usodah, o materi in otrocih ...
Knjiga je prevedena v več kot 25 jezikov in mreža HBO je po njej posnela film. Rebecca Skloot je za svojo prvo knjigo prejela številne nagrade.